# ぽんのみち
『ぽんのみち』は、OLM制作による日本のテレビアニメ。2024年1月から3月まで毎日放送・TBSテレビ『アニメイズム』B1枠ほかにて放送された。
広島県尾道市の元雀荘を遊び場にする女子高生たちの日常を描く。
麻雀が主題のアニメではあるが『咲-Saki-』のように勝利を目指してしのぎを削るといった内容ではなく、あくまでも遊びの範疇で楽しむゆるい日常系アニメとなっている。主人公は休日が麻雀一辺倒になることを嫌っていて、そもそも麻雀をしない回もある。
キャラクター原案は『五等分の花嫁』で知られる春場ねぎが担当する。講談社が初めて原作を手がけるオリジナルテレビアニメーション。

## 登場人物
十返舎 なしこ（）
声 - 前田佳織里
主人公の少女。広島弁で会話し、一本あるアホ毛が特徴。刺身が大好物で、食べ合わせや季節感、記念日を無視してでも刺身を食べるほど。
尾道という土地柄、本来は行きたいライブに行けないためインターネットでの視聴にとどまっている。しかしそれで騒いだため、怒った母親に家を追い出され、「これ以上騒ぐなら小遣いなし」と釘を刺されてしまう。自分が自由にできる居場所を失い路頭に迷っていたところ、父親から片付るのを条件にかつての雀荘をたまり場にすることを許可された。麻雀は初心者ながら、「最低限のルールは知っておいた方がいい」という泉の一言もあり、麻雀の世界へと足を踏み入れる。
リーチェの懇願などがあり、雀荘では常に麻雀に勤しむことになる。ただその結果、「自分が自由にできる居場所」という本来の目的を失ってしまう。
なお、オンライン麻雀での名前は、そもそも名前そのものが珍しかったこともあり、そのままなしこである。
自分の名前にかけて、「～するしかなしこちゃん」という言葉を時々使う。
河東 ぱい（）
声 - 佐伯伊織
なしこの友人。名前通り8月1日生まれのゆるふわな癒し系女子。麻雀は一通りのルールを知っている。カレー作りで使う人参をウサギ形に切るほど、手先がとても器用。幼い頃から家族に連れられていた経験もあり、アウトドアに詳しい。
オンライン麻雀での名前は、元々自分の名前である「パイ」にするつもりだったが、既に使用されていた。その後、「アップルパイ」「びっくりアップルパイ」とするが、それすらも使われていたため、最終的に超びっくりアップルパイ！に落ち着いた。
徳富 泉（）
声 - 若山詩音
なしこの友人。橙のショートヘアと○✕の形のヘアピンが特徴的で、服装はへそ出しスタイル。親戚の集まりで麻雀は何度も対戦しているため、3人の中では一番麻雀に詳しい。竹を割った性格ながら電動雀卓を「ジャンタ君」、名前がなかった麻雀の精霊を「チョンボ」と名付けるなどネーミングセンスが独特。実家は魚屋である。
オンライン麻雀での名前は、ぱい同様に自分の名前の「いずみ」にするつもりだったが、近いものはほとんどが使われていたため、結局2の2のいずみちで登録した。
林 リーチェ（）
声 - 近藤唯
なしこの父が経営していたころの雀荘の客。雰囲気や話し方からわかるほどのお嬢様。一方で世間とズレた感性と金銭感覚を持っており、オーダーメイドの純金麻雀牌をプレゼントとして贈ろうとしたことがある。雀荘の復活を心待ちにしており、店の軒先でなしこと知り合う。麻雀との出会いは両親に連れられ、なしこの父が行っていた麻雀教室がきっかけ。雀荘の客に教えてもらいながらメキメキと力を付け、いずれ一人で行けるようにしようとしていた矢先、店は閉店してしまう。当初、「自分が自由にできる居場所」が失われることを懸念したなしこから言い訳されあしらわれそうになるが、「勝ち負けではなく、同年代の女子が思い出の雀荘で打っているからやりたいんだ」と泣きながら訴えたため、週末のみ参加するようになる。周囲からは「リーチェ」と呼ばれるが、ぱいからは「リーちゃん」と呼ばれる
オンライン麻雀での名前は他のメンバー同様に自分の名前にするつもりだったが、素性などがバレることを恐れ、リーチェいっぱつとした。なお、麻雀に限らずネット上ではすべてこの名前を使い、さらに周辺の景色を撮影してSNSにアップしており、これがきっかけで跳に居場所を特定され出会うことになる。
みんなで海に来た際にはゲーム進行を行い、メイドの局田ななこ、田中奈花がアシスタントを行った。
江見 跳（）
声 - 山村響
パンク・ファッションを好む広島市在住の女子高生。ある日、オンライン麻雀でたまたま尾道にいたことから、「尾道杯」なる部屋を作成してオンライン上でなしこたちと知り合う。ある団体に所属し力を付けてきたため、麻雀はかなりの腕前。尾道杯でずっとトップで上がっていたものの、途中から手を読んだリーチェに苦戦を強いられ、最終的に負けてしまう。「リーチェを倒したい」という思いで、リーチェのSNSから雀荘を割り出し、なしこたちの下へとやってくる。年齢は17歳でなしこたちより1つ上だが、なしこや泉からは「跳」と呼び捨てにされており、ぱいからは「はねっち」と呼ばれタメで話している。
当初は「攻撃的なファッション」と、なしこから警戒されていたが、応援しているバンドがなしこと同じだったことから意気投合。以降は雀荘5人目のメンバーとして加わった。なしこから「細い」と言われるほど、スレンダーでプロポーション抜群だが胸は控えめ。その反面体力が少なく、他のメンバーよりもバテるのが早い。また運動神経も悪く、ビーチバレーをした際はまともにトスもできなかった。
本人はあくまでもリーチェと麻雀がしたいだけなのだが、スケジュールの問題で麻雀自体出来なかったりリーチェが参加する前に脱落してしまったりと、なかなかリーチェとは勝負できていない。
オンライン麻雀での名前は、FOOL'S MATEである。
チョンボ
声 - 大塚明夫
なしこの父が経営していたころから雀荘に住みついている麻雀の精霊。もともと名前がなかったが、泉の独断で一方的に「チョンボ」と命名される（本人はチョンボの意味を知っているため不服）。名前を知った跳からは「縁起悪い名前」と言われていた。なしこと会話をすることが可能だが、それ以外の人間と会話ができないため周囲からはスズメだと思われ、本人もそのように振る舞っている。リーチェが加わるまでは面子が3人しかいなかったため、自身が4人目のメンバーとして参加していた。
なしこの母
声 - 本田貴子
自宅で馬鹿騒ぎする娘に愛想を尽かしている。
局田ななこ、田中奈花
声 - 孫悦、中田花奈
リーチェ宅のメイド。
ベタ、ツバ、ショーキー
声 - くじら、稲田徹、立木文彦
尾道で開催されるベッチャー祭りで市内を練り歩く三鬼神。泉は幼少のころにこの鬼に全速力で追いかけられたことがあり、トラウマになっていた。
古田、土屋
声 - 関幸司、金子誠
「ジャンタ君」を修理にきた大洋技研の社員。モデルは同社に勤務するエンジニアリング部の社員。
謎の女の子
声 - 上田麗奈
第12話で雀荘に訪れた正体不明の女の子。なしこの雀荘の噂を聞いて遊びに来た。

## 製作

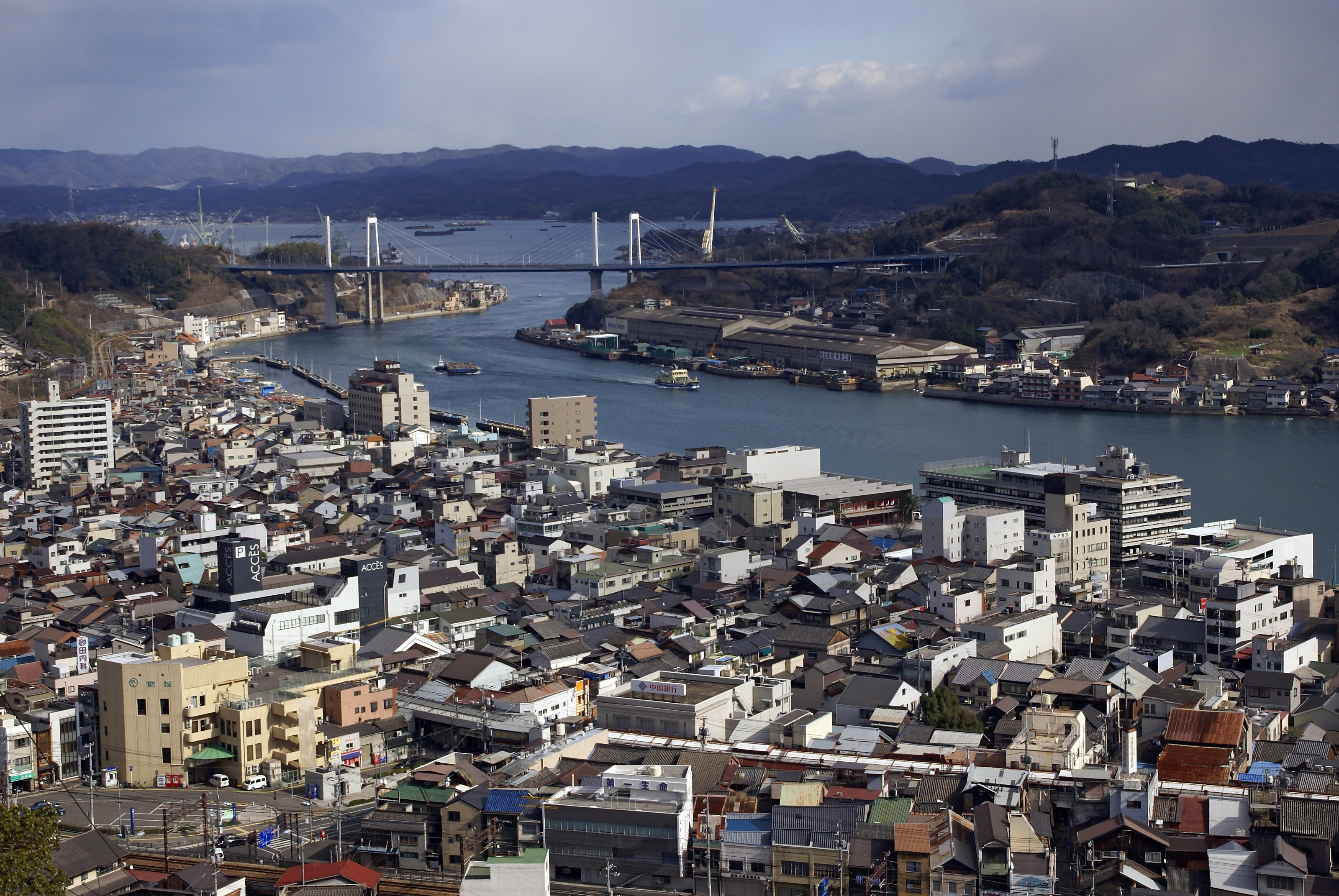
尾道市

### 企画・スタッフィング
プロデューサーの一人である立石謙介は、講談社の漫画にあまりない「日常系」をオリジナルアニメとして作りたいと考え、『炎炎ノ消防隊 弐ノ章』の打ち上げの場でその話をしたところ、同作の放送局である毎日放送の亀井博司から1週間後に相談が寄せられ、そこから企画が始動した。また、外部の干渉を受けない限定された空間で物語を展開するという条件下で盛り上がる要素として、麻雀が軸に据えられた。また、麻雀漫画は暗い内容が多いため、明るく楽しい麻雀を軸にすることで新しさを出せるという思惑もあった。
なお、企画が動き出した時点で麻雀はあまり注目されておらず、のちに「明るく楽しく打つ麻雀」というブームが起こったのは全くの偶然であり、時流にうまく乗れたと立石は「Febri」とのインタビューの中で話している。
監督には『炎炎ノ消防隊 弐ノ章』で監督を務めた南川達馬が起用された。立石は打ち上げのことに加え、『炎炎ノ消防隊 弐ノ章』において見やすいフィルムを作り上げたことから、キャラクターを動かす日常系も得意だろうと感じたと「Febri」とのインタビューの中で話している。また、南川は脚本も書けることから、同じ人が監督と脚本を手掛けることで作品のすべてを理解している者が全体を見ることになるので、やりたいことを表現しやすいという利点もあった。当初、キャラクター原案はオリジナル企画らしさを出すため講談社で連載している作家以外を起用することも考えられたが、最終的には『五等分の花嫁』で知られる春場ねぎが起用された。
アニメーション制作はレベルファイブ作品や『イジらないで、長瀞さん 2nd Attack』に携わってきたOLM TEAM INOUEが担当した。

### セッティング
本作は麻雀よりも日常の部分が主体であるため、麻雀ものとしては手牌作りといった描写は少ない一方で、麻雀漫画のパロディやイカサマなどは登場する。これについて立石は「麻雀を始めたばかりは漫画の真似をする」という話題を再現するためにこのような手法をとったのではないかといい、皆でくだらないことをしながら打つ麻雀の楽しさを表現したいという思いもあったと話している。また、制作当時は実際の牌ではなく、コンピュータゲームで遊ぶ形が主流となっており、リアリティを強化させるため作品内にもそれを反映することになった。ただし、架空のゲーム画面を作るのにはコストがかかることと、実在のゲームを用いればリアリティが増すという観点から、許諾を得たうえで麻雀ゲーム『雀魂』がそのまま登場している。
作品の性質上、日常の風景がアニメ映えする必要があったことから、舞台には広島県尾道市が選ばれた。

### 演技・キャスティング
開発スタッフがイメージするキャラクター像に合致することが選定基準に据えらえたほか、作品の性質上演者同士の仲が良いことが望ましかったため、年代の近い者たちを中心に選定された。
主人公・十返舎なしこ役には前田佳織里がテープオーディションで起用された。前田は最初に資料として提供されたなしこのイラストを見て、飾り気のない、日常を大事にする人物という印象を抱き、日常感を意識した演技を行った。前田は良い意味で「遊ぼう」と思いながら演技をしており、現場に入ってからもなしこの自由さを実感したという。なしこの収録に当たっては、広島県育ちの声優・孫悦が事前に収録した台本の読み上げデータをもとに広島弁のイントネーションを学び、そこからなしことしての演技を組み立てていった。前田はインタビューの中で、自分の知っている限りで、ここまで丁寧な方言指導はないと話しており、この手法を「広島弁バックアップ塾」と表現している。
江見跳を演じた山村響はもともと「クールでかっこいいが、かわいいところもある」キャラクターを演じることが多く、跳役のオーディションにおいてもこれまでの経験を活かせる感覚はあった一方、自分の声をかわいいと感じたことがないため、かわいらしいキャラクターデザインに遭わないのではないかという不安もあったという。演技に際してはキャラクターの絵を見たイメージを意識していた。オーディションを受けた時点ではラフ画しか提供されておらず、そのラフ画も本編と比べると大人びたデザインだったため、演技もクール寄りになった。
なしこの友人・河東ぱい役には佐伯伊織がテープオーディションで起用された。佐伯は最初にぱいを見た際「ふわふわしてかわいいもの好き」という印象を抱き、その印象のまま役作りをした。ぱいには母性的だという設定はないものの他の出演者からはそのような人物として認識されている。佐伯自身もぱいに母性的なところがあることを認めており、自分が包み込む優しさを持った女性が好きなため、それがぱいの人物像に影響を与えてしまったかもしれないと「Febri」とのインタビューの中で推測している。
なしこの父が経営していた雀荘の客である林リーチェ役には近藤唯がオーディションで起用された。オーディションの際、近藤はリーチェが典型的なお嬢様だと判断し、年上の女性を意識した演技をしていた。オーディション後、他人の話を聞かないなど、リーチェが想定よりも純粋な人物であることが判明したため、本番ではよりテンションを上げる方針に変更した。たとえば、第2話の「いいじゃないですか、ちょっとぐらい～」というセリフの場合、本番ではより子供じみた泣き方となっている。なお、リーチェは自分が特別であるという自覚がないため、「お金持ち」であるということは意識しなかった。
麻雀の精霊・チョンボ役にはベテラン声優である大塚明夫が起用された。当初、大塚はスタッフが事前に挙げた候補の中に含まれていなかったものの、麻雀好きの大塚が作品に興味を示し、事務所を通じてテープが送られた。そして、それを聞いたスタッフがチョンボに相応しいと判断し、起用に至った。

## スタッフ
- 原作 - IIS-P[1]
- 監督・脚本 - 南川達馬[1]
- キャラクター原案 - 春場ねぎ[1]
- キャラクターデザイン - 大田謙治[1]
- メインアニメーター - 保達めぐ美
- 美術監督 - Scott MacDonald[2]
- 美術設定 - 渡邊由里子
- 色彩設計 - 角野江美[1]
- 撮影監督 - 天田雅[1]
- CGディレクター - 伊藤良太
- CGプロデューサー - 芦田徳之
- 編集 - 木村祥明[1]
- 音響監督 - 高橋剛[1]
- 音響制作 - ビットグルーヴプロモーション[1]
- 音楽 - 高橋祐子[1]、曽木琢磨[1]、hisakuni[1]、大橋莉子[1]、江口寛至[1]、シャリ[1]
- 音楽制作 - SUPA LOVE[1]
- 音楽プロデューサー - 松原憲
- プロデューサー - 立石謙介、松本拓也、亀井博司、真鍋義朗、三田智子、松原憲、森下勝司、先崎正志、木梨美涼、前田吉輝、福井詔雄
- 方言監修 - 孫悦
- アニメーションプロデューサー - 井上たかし
- 制作協力 - 雀魂-じゃんたま-[1]、大洋技研株式会社[1]
- アニメーション制作 - OLM TEAM INOUE[1]
- 製作委員会 - 講談社、DMM.com、毎日放送、グッドスマイルカンパニー、ミリカ・ミュージック、SUPA LOVE、OLM、SANKYO、YOSTAR、アクアアリス、ビットグルーヴプロモーション

## 主題歌
「ポンポポポン」
中田花奈 feat.ぽんのみちオールスターズによるオープニングテーマ。作詞は池窪浩一、作曲・編曲は飛内将大。
「Good Luck Waker」
halcaによるエンディンテーマ。作詞は宮嶋淳子、作曲・編曲は川崎智哉。

## 各話リスト
| 話数   | サブタイトル               | 絵コンテ     | 演出                | 作画監督 | 総作画監督                               | 初放送日      |
| ------ | -------------------------- | ------------ | ------------------- | --- | ---------------------------------------- | ------------- |
| 東1局  | 麻雀をやるしかなしこちゃん | 南川達馬     | 髙橋優              | 大田謙治 吉田満智子 | 大田謙治                                 | 2024年 1月6日 |
| 東2局  | 4人揃った                  | 清水聡       | 髙橋知也            | 加藤壮 杉山直輝 | 大田謙治                                 | 1月13日       |
| 東3局  | ご飯を食べよう             | ウシロシンジ | 深沢幸司            | 三好智志 | 永野佑貴                                 | 1月20日       |
| 東4局  | ギガが減る！               | 川石テツヤ   | 佐土原武之          | 飯飼一幸 川島明子 古池敏也 白石悟 高橋紀子 吉田満智子 加藤壮 杉山直輝 保達めぐ美 三好智志 五十嵐優花                   | 三島千枝                                 | 1月27日       |
| 東5局  | 奴がきた！                 | 山口健太郎   | 日下部優樹          | 桝井一平 清水恵三 杜林桂 HAN SEUNG HUI カオンヌリ 三好智志 五十嵐優花                                                  | 大田謙治                                 | 2月3日        |
| 東6局  | 合宿！                     | 髙橋優       | 髙橋優              | 吉田満智子 加藤壮 | 永野佑貴                                 | 2月10日       |
| 東7局  | 8月1日（ぱいの日です）     | 川石テツヤ   | 白石道太            | 飯飼一幸 高橋紀子 白石悟 五十嵐俊介 兼子秀敬 川島明子 古池敏也 杉山直輝 三好智志 五十嵐優花 豊田茉莉 髙橋優 保達めぐ美 | 大田謙治                                 | 2月17日       |
| 東8局  | あかりをつけましょう       | ウシロシンジ | 伊藤史夫            | 杉山直輝 吉田満智子 朴佳蓮 曺暻柱 徐允珠 崔秀鎭                                                                        | 三島千枝                                 | 2月24日       |
| 東9局  | れっつべっちゃー！         | 山口健太郎   | 角原勇輝 熨斗谷充孝 | 桝井一平 野上慎也 那須野文 五十嵐優花 豊田茉莉 杉山直輝 保達めぐ美                                                     | 永野佑貴 加藤壮 桑原麻衣 佐藤陵 大橋俊明 | 3月2日        |
| 東10局 | みんなのメニークリスマス！ | 髙橋知也     | 髙橋知也            | 加藤壮 豊田茉莉 五十嵐優花                                                                                             | 大田謙治                                 | 3月9日        |
| 東11局 | あけおめ！                 | 清水聡       | 髙橋優              | 朴佳蓮 曺暻柱 徐允珠 崔秀鎭                                                                                            | 三島千枝                                 | 3月16日       |
| 東12局 | 雀卓の娘たち               | 清水聡       | 南川達馬            | 吉田満智子 三好智志 杉山直輝                                                                                           | 大田謙治 加藤壮                          | 3月23日       |

## 放送局
| 放送期間                                              | 放送時間                     | 放送局    | 対象地域   | 備考                                 |
| ----------------------------------------------------- | ---------------------------- | --------- | ---------- | ------------------------------------ |
| 2024年1月6日 - 3月23日                                | 土曜 1:53 - 2:23（金曜深夜） | 毎日放送  | 近畿広域圏 | 製作参加                             |
|                                                       |                              | TBSテレビ | 関東広域圏 |                                      |
|                                                       | 土曜 2:30 - 3:00（金曜深夜） | BS-TBS    | 日本全域   | BS/BS4K放送 /                        |
| 2024年1月9日 - 3月26日                                | 火曜 22:00 - 22:30           | AT-X      | 日本全域   | CS放送 / 字幕放送 / リピート放送あり |
| 2024年1月10日 - 3月27日                               | 水曜 1:55 - 2:25（火曜深夜） | 中国放送  | 広島県     |                                      |
| 毎日放送・TBSテレビ・BS-TBSでは『アニメイズム』B1枠。 |                              |           |            |                                      |

| 配信開始日    | 配信時間                   | 配信サイト |
| ------------- | -------------------------- | --- |
| 2024年1月6日  | 土曜 2:23（金曜深夜） 更新 | dアニメストア U-NEXT アニメ放題                                                                                   |
| 2024年1月11日 | 木曜 2:23（水曜深夜） 更新 | DMM TV ABEMA Netflix Amazon Prime Video FOD Hulu Lemino ニコニコチャンネル MBS動画イズム TVer クランクイン!ビデオ |
|               | 木曜 2:30（水曜深夜） 更新 | バンダイチャンネル                                                                                                |
|               | 木曜 12:00 更新            | HAPPY!動画 |
| 2024年1月12日 | 金曜 0:00（木曜深夜） 更新 | TELASA J:COM STREAM 見放題 milplus auスマートパスプレミアム                                                       |
| 未定          | 順次更新                   | ビデオマーケット music.jp カンテレドーガ                                                                          |

## BD
| 巻 | 発売日        | 収録話         | 規格品番  |
| -- | ------------- | -------------- | --------- |
| 1  | 2024年4月24日 | 第1話 - 第6話  | DMPXA-363 |
| 2  | 2024年5月29日 | 第7話 - 第12話 | DMPXA-364 |

## エンドカード
1. 片山まさゆき - 『ぎゅわんぶらあ自己中心派』、『ノーマーク爆牌党』などの作者。麻雀漫画の第一人者と言われてる。
2. 福本伸行 - 『天 天和通りの快男児』、『アカギ 〜闇に降り立った天才〜』などの作者。
3. 松本光司 - 『彼岸島』、『クーデタークラブ』などの作者。
4. ペトス - 『亜人ちゃんは語りたい』、『オカルトちゃんは語れない』などの作者。
5. 卯花つかさ - コミカライズ版の作画担当、『ごきげんよう、一局いかが?』などの作者。
6. 遠藤準 - 『謎解きよりも大変だ』などの作者。
7. 小川亮 - 『パリピ孔明』などの作者。
8. 桜場コハル - 『みなみけ』などの作者。
9. 渡辺潤 - 『代紋TAKE2』などの作者。
10. 系山冏 - 『税金で買った本』の作画担当。
11. 鹿子 - 『満州アヘンスクワッド』などの作者。
12. 春場ねぎ - キャラクター原案担当。『五等分の花嫁』などの作者。

## 漫画
卯花つかさ作画のコミカライズが『なかよし』（講談社）にて2023年10月号から2024年4月号まで連載。
「製作委員会が断固非認」した公式非公認スピンオフ『ぽんのみち 流局西入編』が、『週刊ヤングマガジン』（同）にて2024年6号に読み切りとして掲載される。「アニメと何も関係がない麻雀ストーリー」が描かれ、「タイトルもキャラクターも似ている」が別物の作品である。読み切りは『ヤンマガWeb』（同）にて連載された第1話を出張掲載したものである。

### 書誌情報
- IIS-P（原作）、春場ねぎ（キャラクター原案）、卯花つかさ（漫画） 『ぽんのみち』、講談社〈ワイドKC〉、2024年1月12日発売[25]、ISBN 978-4-06-534157-5
- 遠藤準 『ぽんのみち 流局西入編』 講談社〈ヤンマガKCスペシャル〉、2024年6月19日発売[26]、ISBN 978-4-06-535533-6

## Webラジオ
十返舎なしこ役の前田佳織里がパーソナリティを務めるWebラジオ『前田佳織里の「ぽんのみち」へのみち！』が2023年9月15日から音泉にて隔週金曜日に配信中。

## 評価
ライターの前田久は、このような「ほどよさ」を持つアニメはなかなかないと述べている。

## 関連書籍
- 『ぽんのみち公式ヒロインブック』一迅社、2024年5月17日発売[27]、ISBN 978-4-75-801900-2